# Mühlenbach (Alte Alster)
El Mühlenbach (en baix Alemany Möhlnbeek) és un afluent de l'Alte Alster, la part inferior del canal Alster-Beste a Alemanya. Neix a l'estany Niendiek al nord de la reserva natural del Jersbeker Forst al poble de Jersbek i desemboca a l'Alte Alster a la frontera entre Bargfeld-Stegen i Nienwohld. El riu passa a la frontera septentrional de Bargfeld, forma tres estanys més: el Hüxter Diek, el Binnenhorster Diek i el Mühlenteich. Aquest darrer estany va crear-se per alimentar un molí a aigua. Hi ha diversos senders per ciclistes i vianants al marge del riu.

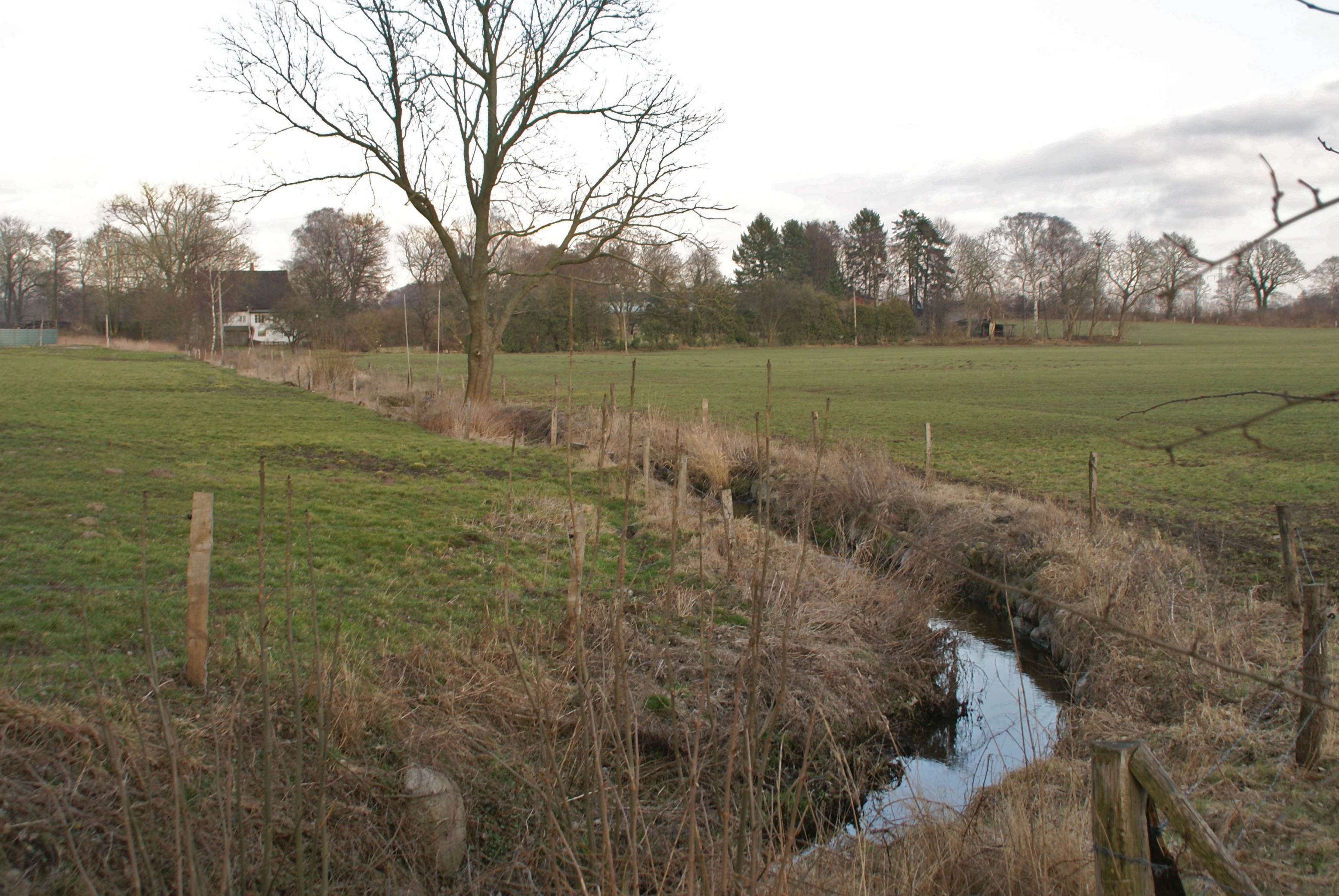
El Mühlenbach al carrer Brooklande
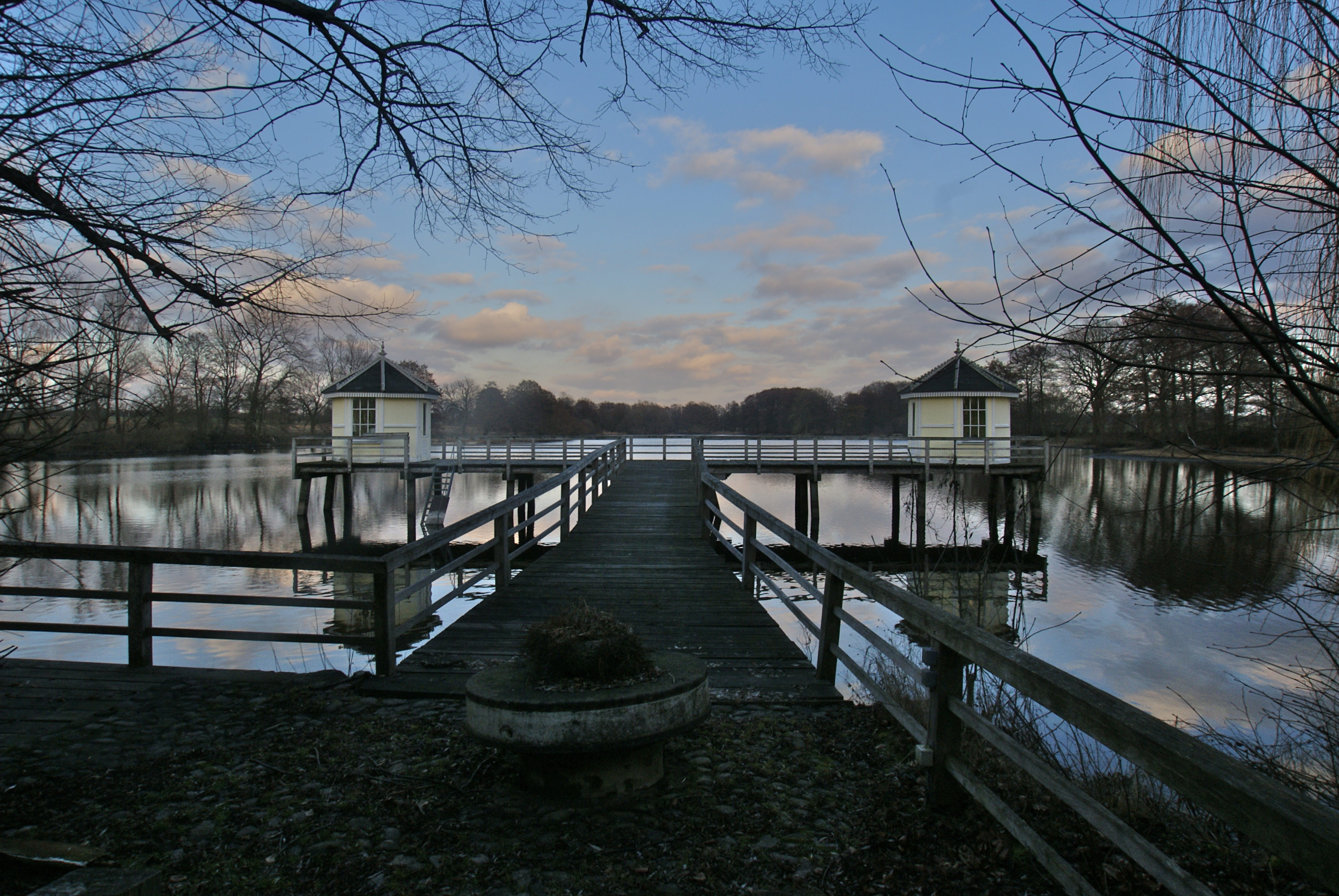
L'estany del molí
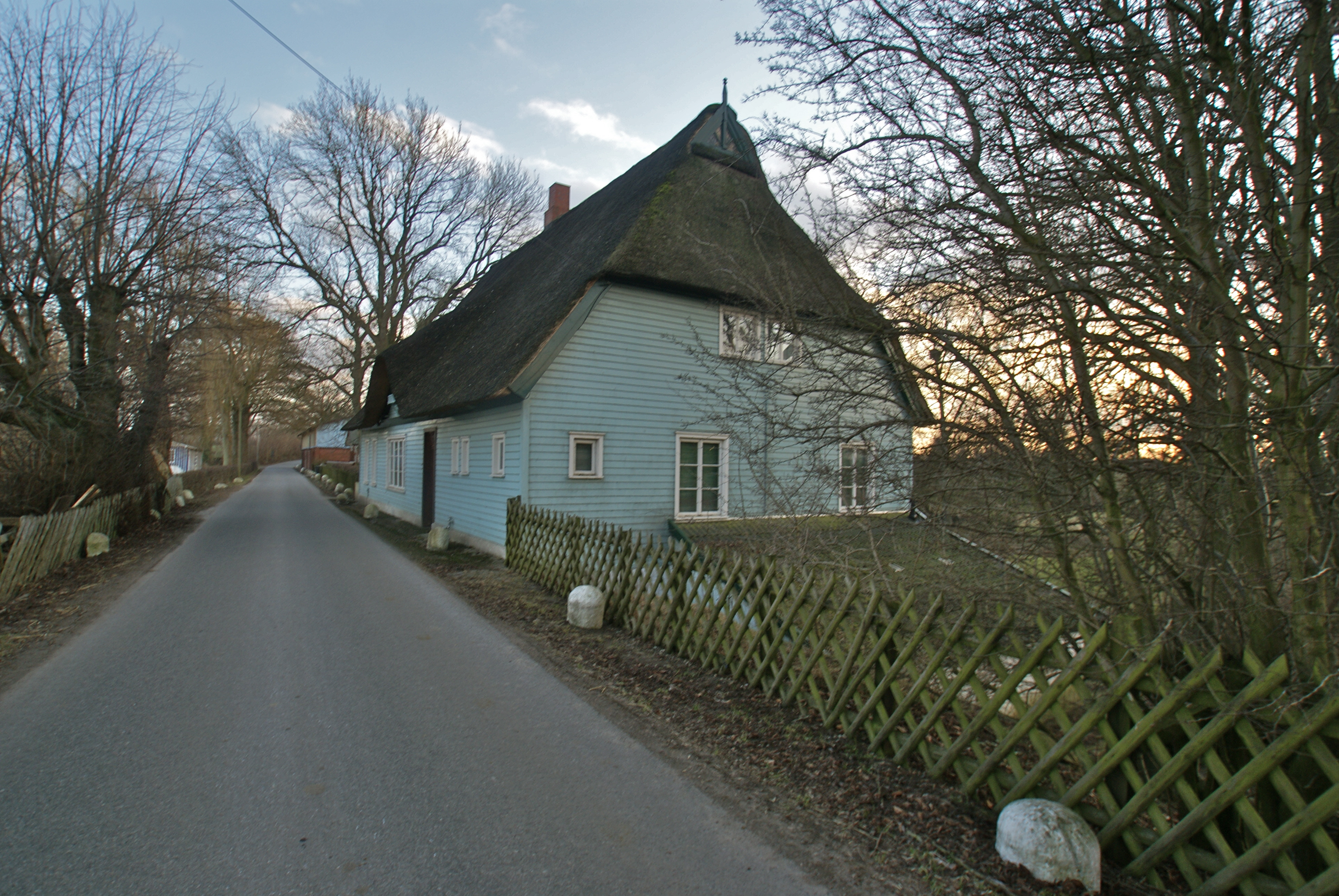
El molí d'aigua